# Philagra costalis
Philagra costalis är en insektsart som beskrevs av William Lucas Distant 1916. Philagra costalis ingår i släktet Philagra och familjen spottstritar. Inga underarter finns listade i Catalogue of Life.